# هیئت‌آباد (عنبرآباد)
روستای هیئت‌آباد، روستایی از توابع بخش مرکزی شهرستان عنبرآباد در استان کرمان ایران است.

## جمعیت
این روستا در دهستان علی‌آباد قرار دارد و بر اساس سرشماری مرکز آمار ایران در سال ۱۳۹۰، جمعیت آن ۲۸۵ نفر (۶۷ خانوار) و بر اساس سرشماری مرکز آمار ایران در سال ۱۳۹۵، جمعیت آن ۱۲۱ نفر (۳۸ خانوار) بوده‌است.   